# Улица Хохрякова (Санкт-Петербург)
У́лица Хохряко́ва — улица в Центральном районе Санкт-Петербурга. Проходит от Миргородской улицы на запад до территории Клинической инфекционной больницы имени С. П. Боткина.

## История
Первоначально — Переясла́вская улица (с 16 апреля 1887 года). Проходила от Кременчугской улицы до реки Монастырки. Название дано по городу Переяславлю в ряду улиц Александро-Невской части, названных по городам Полтавской губернии Российской Империи.
Современные границы обрела 4 мая 1915 года.
Современное название дано 23 июля 1939 года в честь П. Д. Хохрякова в ряду проездов, названных в ознаменование Дня Военно-Морского Флота.

## Примечательные здания
- Дом 1, литеры А, Б, В — бывший городской Арестный дом с двумя служебными флигелями, 1877—1880 гг., арх. Н. Л. Бенуа при участии арх. А. Р. Гешвенда, перестраивался в 1896—1897 гг. (арх. Н. Ф. Беккер) и 1906—1907 гг., (арх. М. С. Лялевич). В современности комплекс занимает Федеральное казённое лечебно-профилактическое учреждение «Областная больница им. Ф. П. Гааза» Управления Федеральной службы исполнения наказания по Санкт-Петербургу и Ленинградской области.